# براتيلا
براتيلا (بالإيطالية: Pratella)‏ هي كومونا في مقاطعة كزرتة في منطقة كمبانية الإيطالية، وتقع على بعد 60 كيلومترًا (37 ميلًا) شمال نابولي و40 كيلومترًا (25 ميلًا) شمال غرب كزرتة.